# Ruxton

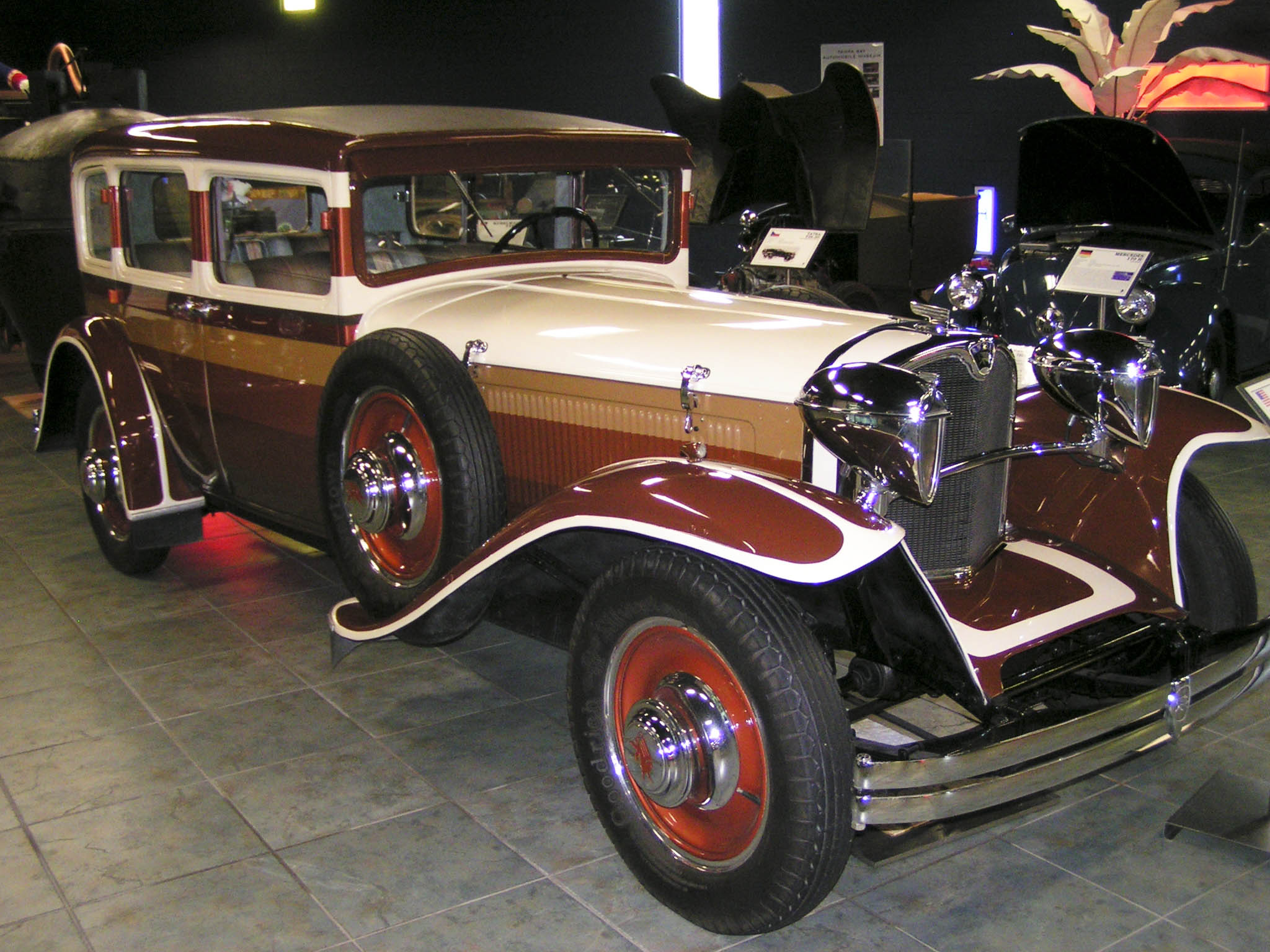
Ruxton Model C Four Door Sedan (1929) mit typischer Mehrfarbenlackierung und "Woodlite"-Scheinwerfern

Ruxton ist eine US-amerikanische Automobilmarke der ehemaligen New Era Motors, Inc., die von 1929 bis 1930 ein Modell mit Frontantrieb und Ganzstahlkarosserie herstellen ließ.

## Prototyp von Budd
Grundlage für den Ruxton war ein Prototyp der Edward G. Budd Manufacturing Company in Philadelphia. Diese Firma war darauf spezialisiert, Serienkarosserien in größeren Stückzahlen für verschiedene Automobilhersteller zu produzieren. Budd hatte ein Verfahren entwickelt, das es ermöglichte, Karosserien mit einem komplett aus Metall geformten Dach herzustellen, was zuvor mangels geeigneter Presswerkzeuge ausgeschlossen gewesen war. Die stattdessen verwendete Hilfskonstruktion war aufwendig und verlangsamte den Herstellungsprozess der Fahrzeuge.

## Innovationen
Um das Fahrzeug spektakulärer wirken zu lassen, wurde es mit dem gerade aufkommenden Frontantrieb ausgestattet. Treibende Kraft hinter dem Projekt war William Muller, ein ehemaliger Rennwagenkonstrukteur. Er war auch für die Entwicklung von Fahrgestell und Antrieb zuständig.
Budds Chefingenieur Joseph Ledwinka entwarf und konstruierte die Karosserie. Es war naheliegend, dass er sich für eine viertürige Sedan-Karosserie für das Referenzfahrzeug entschied. Mit einem Radstand von 130 Zoll (3302 mm) war das Auto überdies recht lang konzipiert.
Wie beim Cord L-29, der zur gleichen Zeit bei Auburn entstand, nutzte man auch hier den Frontantrieb weniger wegen dessen überlegenen Fahreigenschaften, sondern weil er einen extrem niedrigen Aufbau ermöglichte. Die Höhe einer konventionellen Karosserie ergab sich nicht zuletzt durch den Wagenboden, der flach in gebührendem Abstand zur Kardanwelle auf dem Chassis aufliegen musste. Fronttriebler kommen ohne Kardanwelle aus, entsprechend tiefer kann der Boden angesetzt werden. Der Prototyp war denn auch nur 1607 mm hoch, gut 25 cm weniger als ein konventioneller Wagen aus dieser Zeit.

## Auto sucht Hersteller
Schnell weckte der Prototyp die Aufmerksamkeit des Wall-Street-Finanziers Archie Andrews, einem Vorstandsmitglied von Budd und der Hupp Motor Car Corporation in Detroit, Herstellerin des Hupmobile. Andrews wollte das neuartige Auto unbedingt in Serie bringen. Also kaufte er den Prototyp und begann mit der Suche nach einem Hersteller, der das Auto produzieren konnte und wollte. Er verhandelte zuerst mit Hupp, wo man zwar interessiert war, es aber nicht zu einer Vereinbarung kam. Nun ging Andrews das Projekt selber an. Anfang 1929 gründete er in New York City die New Era Motors Inc., in der er als Präsident und Muller als Vize-Präsident fungierten. Muller bereitete den Wagen nun für die Serienproduktion vor, während Andrews versuchte, die Finanzierung auf die Beine zu stellen und eine Produktionsstätte zu finden. So kam der Wagen auch zu seinem Namen: Andrews benannte ihn kurzerhand nach dem prominenten New Yorker Broker William Ruxton. Dieser hat allerdings nie einen Cent in das Projekt investiert.
Andrews verhandelte erfolglos mit Gardner in St. Louis und gelangte dann an Marmon, damals eine der feinsten Adressen in der US-Autoindustrie. Man einigte sich und legte das Datum der Vertragsunterzeichnung auf den 29. Oktober 1929 fest. Dieser Tag sollte allerdings als „Schwarzer Dienstag“ in die Geschichte eingehen – der Tag des großen Börsen-Crashs und Beginn der großen Wirtschaftskrise. Marmon zog jedenfalls in letzter Minute die Notbremse. Nacheinander ging Andrews nun Jordan, Pierce-Arrow und Stutz an, doch keiner wollte in diesen Zeiten ein solches Risiko eingehen.

## Moon und Kissel
Schließlich prüfte Andrews auch Moon in St. Louis, eine Firma, die kurz vor dem Kollaps stand. Andrews kaufte Moon-Aktien, bis er die Firma schließlich kontrollierte. Hier begann im Sommer 1930 die Produktion des Ruxton. Bald zeigte sich, dass die Fabrik den Anforderungen nicht vollauf gerecht wurde – und Andrews war wieder auf der Suche nach zusätzlichen Produktionsflächen. Fündig wurde er bei Kissel in Hartford, Wisconsin. Dieses Unternehmen brauchte er nicht zu kaufen, es steckte in finanziellen Schwierigkeiten und begrüßte die Aussicht auf eine bessere Auslastung der Produktionsanlagen. Ruxton wurden schließlich sowohl bei Moon wie bei Kissel gefertigt, wobei die meisten bei Moon entstanden.

## Technik und Design

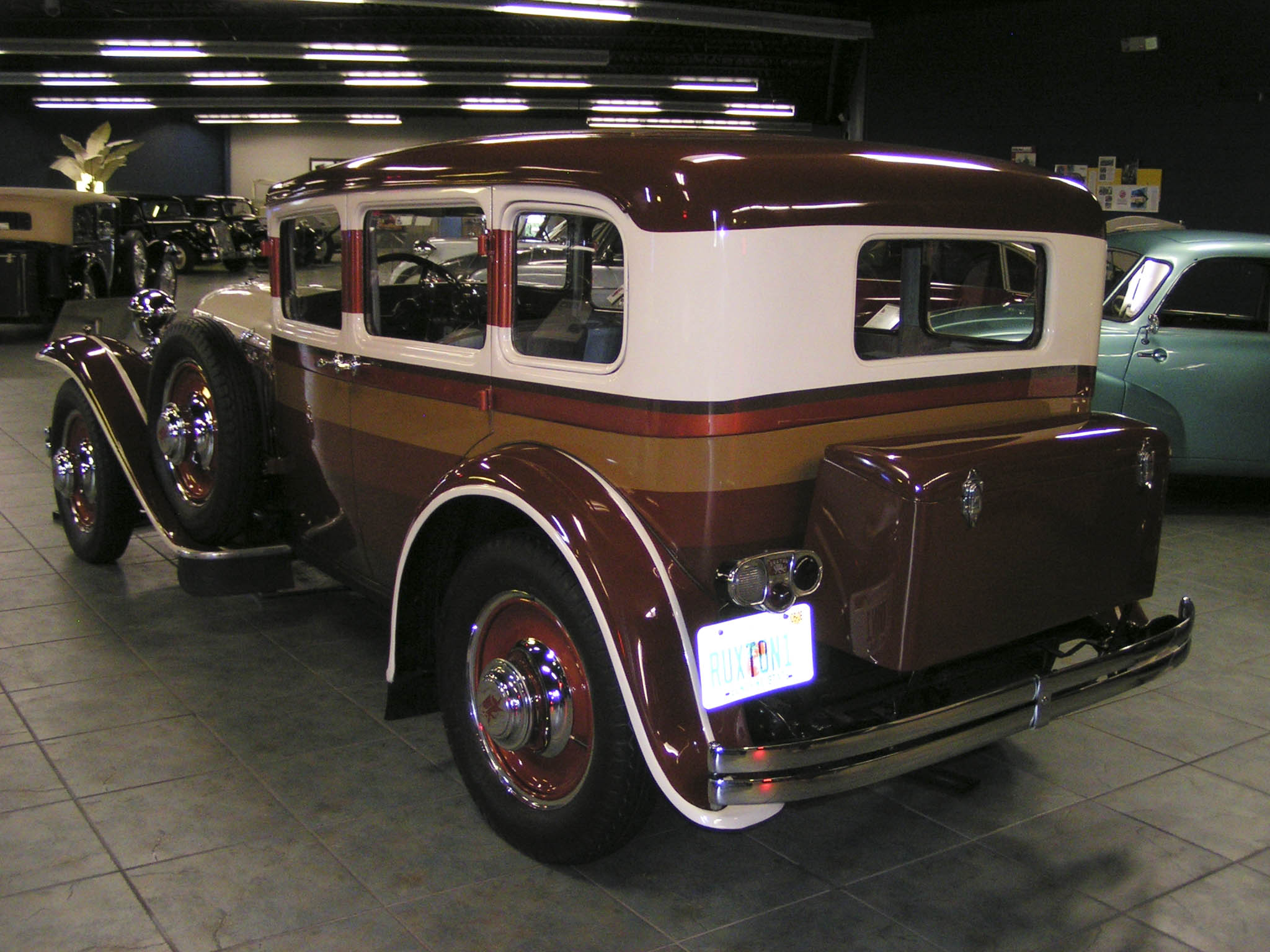
Heckansicht

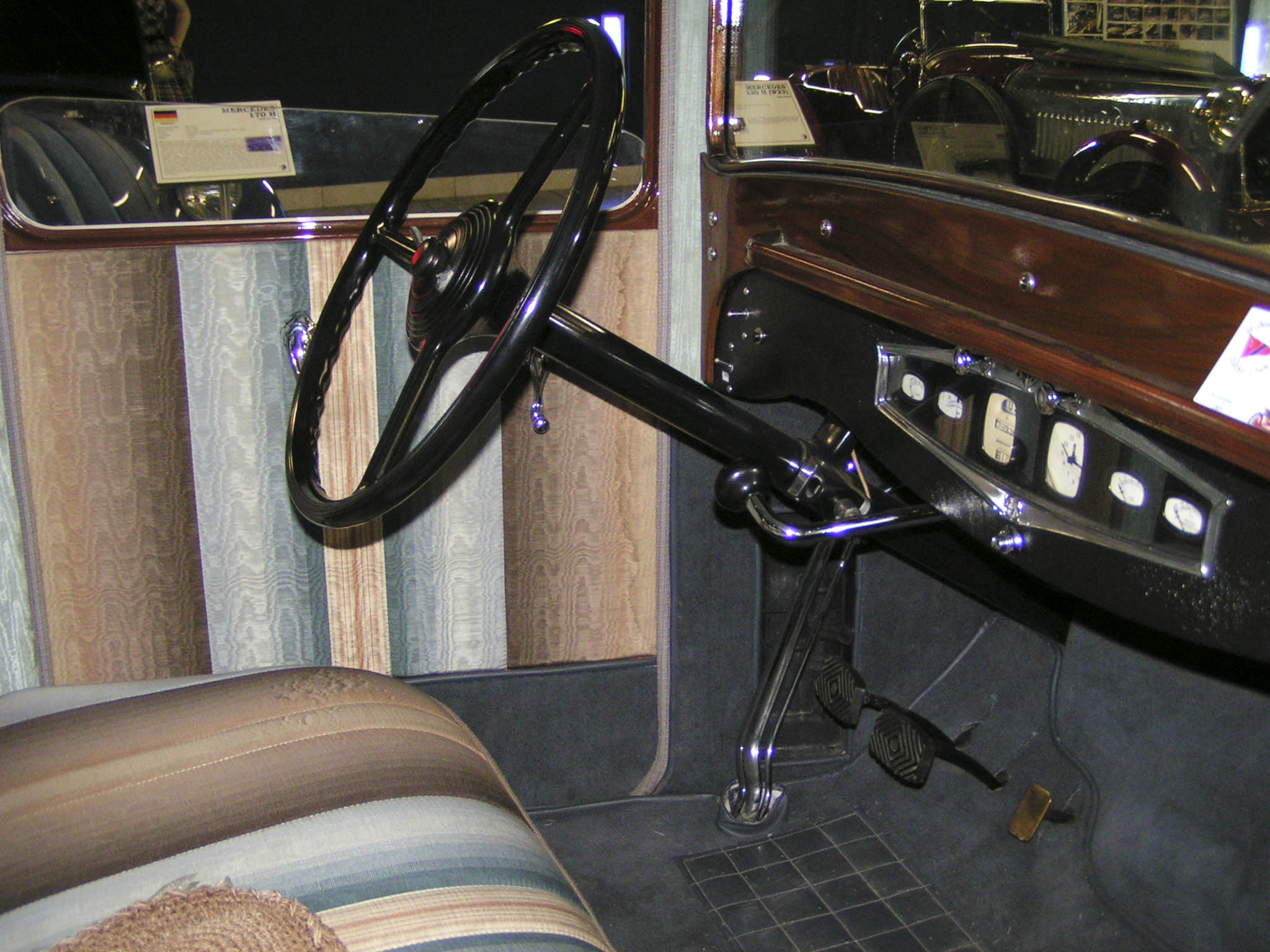
Innenansicht

Als der Ruxton in Serie ging, hatte er einen seitengesteuerten Reihenachtzylinder von Continental mit 268.6 cubic inch (4,4 Liter) Hubraum und 100 bhp (75 kW) – 20 bhp weniger als der Rivale Cord L-29. Wie bei diesem wurde der Motor um 180° gedreht ins Chassis gesetzt. Die Kupplung und die von Muller konstruierte Kraftübertragung saßen zuvorderst. Das Getriebe hatte drei Gänge. Der erste und der Rückwärtsgang saßen vor dem Differential, der zweite und dritte dahinter. Dies ermöglichte eine sehr kurze Motor-/Getriebekombination.
Die Karosserieform wurde praktisch unverändert vom Prototyp übernommen. Es war schlank, niedrig, mit einer langen Motorhaube und ohne Trittbretter. Ruxton waren auch in wilden Farbkombination mit bis zu acht Farbtönen erhältlich. Die meisten erhielten außerdem die als markenunabhängiges Zubehör erhältlichen „Woodlite“-Scheinwerfer. Diese sollten das Licht auf einen schmalen und starken Strahl konzentrieren.

## Das Ende

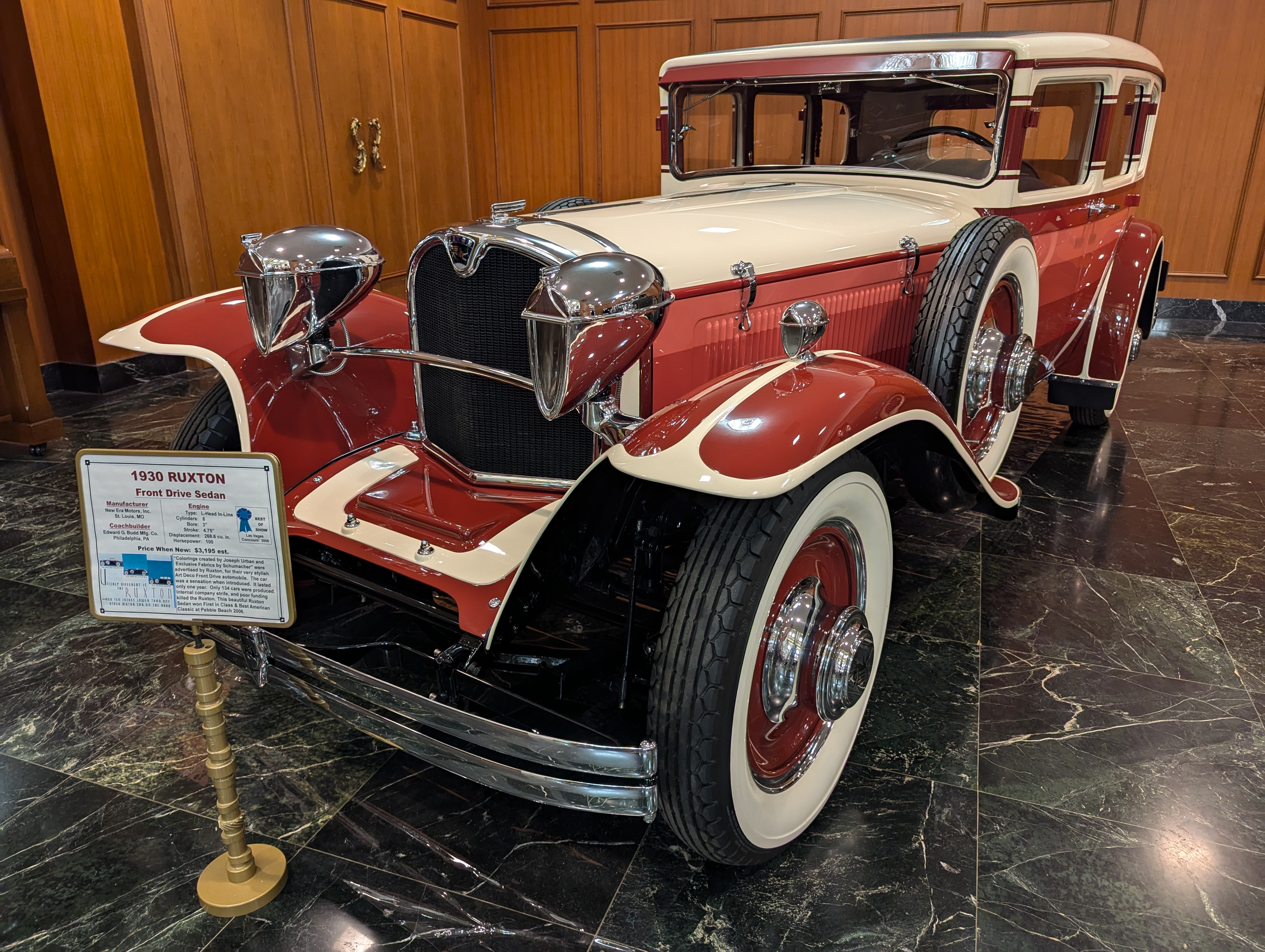
Ruxton in der Neverthercutt Collection

Die Depression hatte die Zahl potentieller Käufer für den Ruxton und überhaupt für ein Auto in der 3000-US$-Preisklasse drastisch reduziert. Und von jenen, die das konnten und wollten, entschieden sich viele für das ausgereiftere Konkurrenzprodukt Cord L-29.
Ob das Aus für Ruxton Ende 1930 oder Anfang 1931 kam, ist nicht ganz geklärt. Zwei Quellen geben definitiv 1930 an. 96 Stück sind gebaut worden. Gardner, Moon, Kissel, Jordan, Marmon und Stutz mussten ganz zu Beginn der Wirtschaftskrise aufgeben. Pierce-Arrow folgte 1938. Cord produzierte den L-29 bis 1933 und nahm mit dem 810/812 von 1936 bis 1937 einen zweiten Anlauf. Hupmobile schloss 1941 – nachdem ironischerweise zuletzt mit dem Skylark ein Modell produziert worden war, dessen Karosserie aus den Pressformen des Fronttrieblers Cord 812 entwickelt worden war.
Während sich in Europa der Frontantrieb etablieren konnte (DKW, Adler, Citroën), sollte in den USA erst 1966 wieder ein Serienwagen mit Frontantrieb entstehen: Der Oldsmobile Toronado.
Sehr wenige Ruxton existieren noch. Alle haben den Status als „Full Classic“ des Classic Car Club of America (CCCA). Ein Exemplar befindet sich in Ausstellung der Nethercutt Collection im kalifornischen Sylmar.